# Chilochroma
Chilochroma is een geslacht van vlinders van de familie grasmotten (Crambidae), uit de onderfamilie Pyraustinae.

## Soorten
- C. albicostalis Hampson, 1913
- C. interlinealis Dyar, 1917
- C. tucumana Munroe, 1964
- C. yucatana Munroe, 1964